# Mustapha Khalif
Mustapha Khalif (en arabe : مصطفى خالف), né le 10 octobre 1964 à Casablanca au Maroc, est un footballeur international marocain qui évoluait au poste de milieu de terrain au Raja Club Athletic.
Natif de Sbata, il joue dans quelques équipes du quartier avant de rejoindre les jeunes du Raja Club Athletic en 1985. Il intègre l'équipe A en 1987 sous la direction de Fernando Cabrita et remporte le championnat dès sa première saison. Il remporte la saison suivante la Coupe des clubs champions africains 1989 où joue un rôle décisif en finale. Il ajoutera ensuite à son palmarès quatre championnats du Maroc, une Coupe du Trône, une Ligue des champions et une Coupe Afro-Asiatique où il marque en finale. En 1999, il quitte le Raja et signe au Emirates Club où il finit sa carrière.
Avec les Lions de l'Atlas, il est sélectionné pour la première fois en 1993 au compte des qualifications à la Coupe du monde 1994. Il participe à la Coupe d'Afrique des nations 1998 où le Maroc sort des quarts de finale contre l'Afrique du Sud. Il totalise 21 sélections et un seul but qui l'inscrit en janvier 1996 face à l'Arménie.

## Biographie

### En club

#### Jeunesse et formation
Mustapha Khalif voit le jour le 10 octobre 1964 dans le quartier de Sbata, à Casablanca. Il commencer la pratique du football dans les rues de son quartier avant de rejoindre les juniors du Fath Sbata. Après une saison, il intègre l'équipe première mais n'y joue pas longtemps puisqu'il rejoint l'autre équipe du quartier, le Hassania Sbata.
En 1985, il rejoint l'équipe espoirs du Raja Club Athletic, où il rêvait de jouer depuis sa tendre enfance, sous la supervision de Houmane Jarir. 

#### Débuts et confirmation (1987-1994)
Durant la saison 1987-1988, il rejoint l'équipe première sous la houlette de Fernando Cabrita. En fin de saison, le Raja bat l'Union de Sidi Kacem (1-0) lors de l'avant dernière journée grâce à un but de Abderrahim Hamraoui et remporte finalement le premier championnat de son histoire.
Champion du Maroc, le Raja participe naturellement en Coupe des clubs champions africains, ancêtre de la Ligue des champions, durant la saison 1989-1990. Les Aigles de Rabah Saâdane remportent cette édition en s’imposant en finale face au Mouloudia d'Oran aux tirs au but après un score cumulé de 1-1. Après avoir joué l'aller à son poste habituel, Khalif dispute la phase retour à Oran au poste d'arrière droit à la suite des absences de Tijani El-Mâataoui et Abdelghani Zerraf. Lors des tirs au but, il reçoit un carton rouge après avoir inscrit son pénalty à cause d'un geste antisportif qu'il a fait aux supporters algériens.
En 1990-1991, les coéquipiers de Khalif finissent neuvièmes du championnat, et sont éliminés en quarts de finale de la Coupe du Trône par le Kénitra AC. La saison suivante, le Raja termine vice-champion, à huit points du Kawkab de Marrakech, et parvient à se hisser en finale de la Coupe du Trône pour s'opposer à nouveau à l'Olympique de Casablanca. La rencontre se déroule le 11 janvier 1993 au Stade El Harti à Marrakech, et l'Olympique parvient à battre les Verts une autre fois en finale, sur le score de 1-0.
Le Raja termine à nouveau second en 1992-1993, derrière le Wydad. En Coupe, le Raja prend sa revanche face à l'Olympique de Casablanca, avant d'être éliminé en demi-finales par le KACM. En 1993-1994, le Raja finit le championnat à la quatrième place. La saison suivante, les verts se classent huitième.
À cette époque, il constitue avec Salaheddine Bassir et Mustapha Moustawdae une ligne d'attaque redoutée par les défenses adverses.

#### Triomphes (1994-1999)
Le 10 septembre 1995, Khalif ouvre le compteur en inscrivant le premier but de la saison, en déplacement contre l'Olympique de Khouribga au titre de la 1re journée du championnat (victoire 0-1).
Le 18 février 1996, Khalif marque un doublé quand le Raja inscrit le plus grand résultat de l'histoire du Derby et balaye le Wydad sur le score de 5-1 au titre des quarts de finale de la coupe du trône. Les Verts éliminent ensuite le Rachad Bernoussi en demi-finales (3-0) avant de battre les FAR de rabat en finale grâce à un but de Abdellatif Jrindou à la 119e minute.
Deux mois après, il s'adjuge avec son équipe le titre de championnat à trois journées de sa fin. Il remporte donc avec le Raja son premier doublé coupe-championnat.
Le 9 septembre 1996, il marque son premier but en compétitions arabes à l'occasion de la Coupe arabe des clubs contre Al-Hilal FC au Stade international du Caire (1-1). Il inscrira un doublé trois jours plus tard contre Al-Weehdat Club (victoire 4-0). Le Raja atteindra la finale qu'il perdra face à Al Ahly SC (3-1).
Après le départ de Salaheddine Bassir en 1996, d'autres joueurs se joignent à Khalif et Moustawdae en attaque, tels que Omar Nejjary, Réda Ryahi ou Jonas Ogandaga.
Le 21 septembre 1997, il marque son premier but en compétitions africaines au titre de la phase de poules de la Ligue des champions 1997 contre Orlando Pirates au Stade Mohamed V, offrant la victoire au Raja (1-0).
Le 14 décembre, après une défaite 1-0 au Ghana, le Raja dispute la finale retour de la Ligue des champions contre Ashante Gold au Stade Mohammed V. Grâce à une performance de haute volée de Mustapha Moustawdae qui délivre notamment la passe du but d'égalisation à Abdelkarim Nazir, les Verts parviennent à s'imposer aux tirs au but et de remporter leur deuxième titre,.

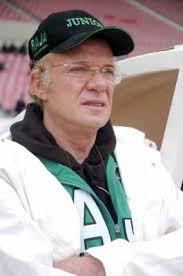
Oscar Fulloné, dernier entraîneur de Mustapha Khalif au Raja (1998-1999).

Le 25 avril 1999 au Stade Mohamed V, le Raja s'adjuge la Coupe afro-asiatique face aux Coréens du Pohang Steelers à la suite du but du jeune Zakaria Aboub (1-0), après un score nul 2-2 à Pohang, où les buts du Raja sont signés Khalif et Moustawdae.
Le 29 juin, le Raja bat le Jeunnese El Massira (2-1) et décroche son 4e championnat d'affilée avec un total de 62 points.
Pendant un camp de concentration à Ifrane, il entre en conflit avec Oscar Fulloné à propos de certains jeunes joueurs étrangers en période de test. Il quitte le club pendant l'été 1999 et rejoint l'Emirates Club. Il reste cependant sur la liste africaine qui va remporter quelque temps après la Ligue des champions 1999.

#### Fin de carrière aux EAU (1999-2000)
Il joue ensuite une saison avec l'Emirates Club qui évolue au Championnat des Émirats arabes unis, avant mettre un terme à sa carrière sportive en 2000.

### En sélection
Mustapha Khalif est sélectionné pour la première fois avec l'équipe du Maroc en 1993. Il fait sa première le 4 juillet 1993 contre la Zambie au compte des qualifications à la Coupe du monde 1994.
Le 17 janvier 1996 à Vitrolles, il inscrit son premier et seul but en sélection lors d'un match amical contre l'Arménie où les Marocains s'imposent sur le score de 6-0.
Il participe avec la sélection nationale à la Coupe d'Afrique des nations 1998 où il est titularisé face à l'Égypte quand les Lions de l'Atlas s'imposent grâce à un but de Mustapha Hadji à la dernière minute. Cependant, il n'est pas convoqué par l'entraîneur Henri Michel pour prendre part à la Coupe du monde 1998. Son match contre l'Égypte est son dernier en équipe nationale.

## Sélections en équipe nationale
| Caps | Date       | Match                | Lieu        | Score | Compétition     | But   |
| 1    | 04/07/1993 | Zambie - Maroc       | Lusaka      | 2 - 1 | Elim. CM 1994   | --    |
| 2    | 14/07/1993 | Sénégal - Maroc      | Dakar       | 1 - 3 | Elim. CM 1994   | --    |
| 3    | 22/09/1993 | Maroc - Algérie      | Casablanca  | 0 - 0 | Amical          | --    |
| 4    | 01/10/1993 | Gabon - Maroc        | France      | 0 - 1 | Amical          | --    |
| 5    | 10/10/1993 | Maroc - Zambie       | Casablanca  | 1 - 0 | Elim. CM 1994   | --    |
| 6    | 03/01/1996 | Maroc - Tunisie      | Rabat       | 3 - 1 | Amical          | --    |
| 7    | 17/01/1996 | Arménie - Maroc      | Vitrolles   | 0 - 6 | Amical          | 1 but |
| 8    | 07/02/1996 | Maroc - Luxembourg   | Rabat       | 2 - 0 | Amical          | --    |
| 9    | 20/03/1996 | Égypte - Maroc       | Dubaï       | 0 - 2 | Tournoi EAU     | --    |
| 10   | 26/03/1996 | EAU - Maroc          | Dubaï       | 1 - 0 | Tournoi EAU     | --    |
| 11   | 06/10/1996 | Égypte - Maroc       | Le Caire    | 1 - 1 | Elim. CAN 1998  | --    |
| 12   | 12/12/1996 | Maroc - Nigeria      | Casablanca  | 2 - 0 | Coupe Hassan II | --    |
| 13   | 12/01/1997 | Ghana - Maroc        | Kumasi      | 2 - 2 | Elim. CM 1998   | --    |
| 14   | 06/04/1997 | Gabon - Maroc        | Libreville  | 0 - 4 | Elim. CM 1998   | --    |
| 15   | 26/04/1997 | Sierra Leone - Maroc | Freetown    | 0 - 1 | Elim. CM 1998   | --    |
| 16   | 07/06/1997 | Maroc - Ghana        | Casablanca  | 1 - 0 | Elim. CM 1998   | --    |
| 17   | 21/06/1997 | Maroc - Egypte       | Rabat       | 1 - 0 | Elim. CAN 1998  | --    |
| 18   | 13/07/1997 | Éthiopie - Maroc     | Addis-Abeba | 0 - 1 | Elim. CAN 1998  | --    |
| 19   | 27/07/1997 | Maroc - Sénégal      | Rabat       | 3 - 0 | Elim. CAN 1998  | --    |
| 20   | 17/02/1998 | Égypte - Maroc       | Ouagadougou | 0 - 1 | CAN 1998        | --    |
| ---- | ---------- | -------------------- | ----------- | ----- | --------------- | ----- |

## Palmarès
Raja Club Athletic (10 titres)
| - Championnat du Maroc (5) : - Champion : 1987-88, 1995-96, 1996-97, 1997-98, et 1998-99. - Vice-champion : 1991-92. - Coupe du Trône (1) : - Vainqueur : 1995-96. - Finaliste : 1991-92. - Ligue des champions de la CAF (3) : - Vainqueur : 1989, 1997 et 1999. | - Coupe Afro-Asiatique (1) : - Vainqueur : 1998. - Supercoupe d'Afrique : - Finaliste : 1998. |